# Крылов, Валерий Анатольевич
Валерий Анатольевич Крылов (род. 8 февраля 1959, Ленинград) — советский и российский хоккеист, защитник. Мастер спорта СССР.

## Биография
Начал играть в хоккейной школе ленинградского СКА в 1969 году (тренер Олег Сивков). В детской, юношеской и молодежной команде СКА, а также в молодёжной сборной СССР играл в паре с Алексеем Касатоновым. За клуб в чемпионате СССР дебютировал в сезоне 1976/77. Единственный полный сезон провёл в 1978—1979 годах, в основном выступал за фарм-клуб ВИФК. В конце сезона 1981/82 перешёл в «Кристалл» Саратов. В середине сезона 1987/88 перешёл в другой клуб первой лиги «Ижорец». В сезоне 1990/91 играл за финский клуб «ТуТо» Турку. Выступал за «Ижорец» в сезонах 1991/92 и 1996/97.

## Достижения
- Чемпион мира среди молодёжи — 1979
- Серебряный призёр зимней Универсиады — 1983[2]
- Чемпион СССР среди молодёжи — 1977[3]
- Бронзовый призёр первенства СССР среди молодёжи — 1978[4]
- Серебряный призёр первенства СССР среди юниоров — 1976[5]